# Jakob Borko
Jakob Borko, slovenski železniški uradnik, * 10. april 1884 Kraljevci, † 9. marec 1948 Kraljevci..

## Življenje
Rodil se je očetu Tomažu in materi Mariji (rojena Korošak). Po gimnaziji v Mariboru je na Dunaju študiral pravo in narodno gospodarstvo, se kot uradnik zaposlil pri železnici v Beljaku in delal v centralni upravi železnice na Dunaju. Po prevratu je prestopil v poverjeništvo za promet v Ljubljani, napredoval leta 1920 v prometno ministrstvo v Beogradu, nato bil od leta 1924 prvi direktor Državnih železnic v Ljubljani, vmes dve leti do 1929 v Subotici.
Upokojen je bil leta 1932, po upokojitvi se je nastanil v svoji novi hiši na vzhodnem cerkvenjaškem obrobju, domačiji po njem še danes pravijo »Pri direktorjevih«, kjer je leta 1948 tudi umrl.